# Toge
Pour les articles homonymes, voir toge (homonymie).

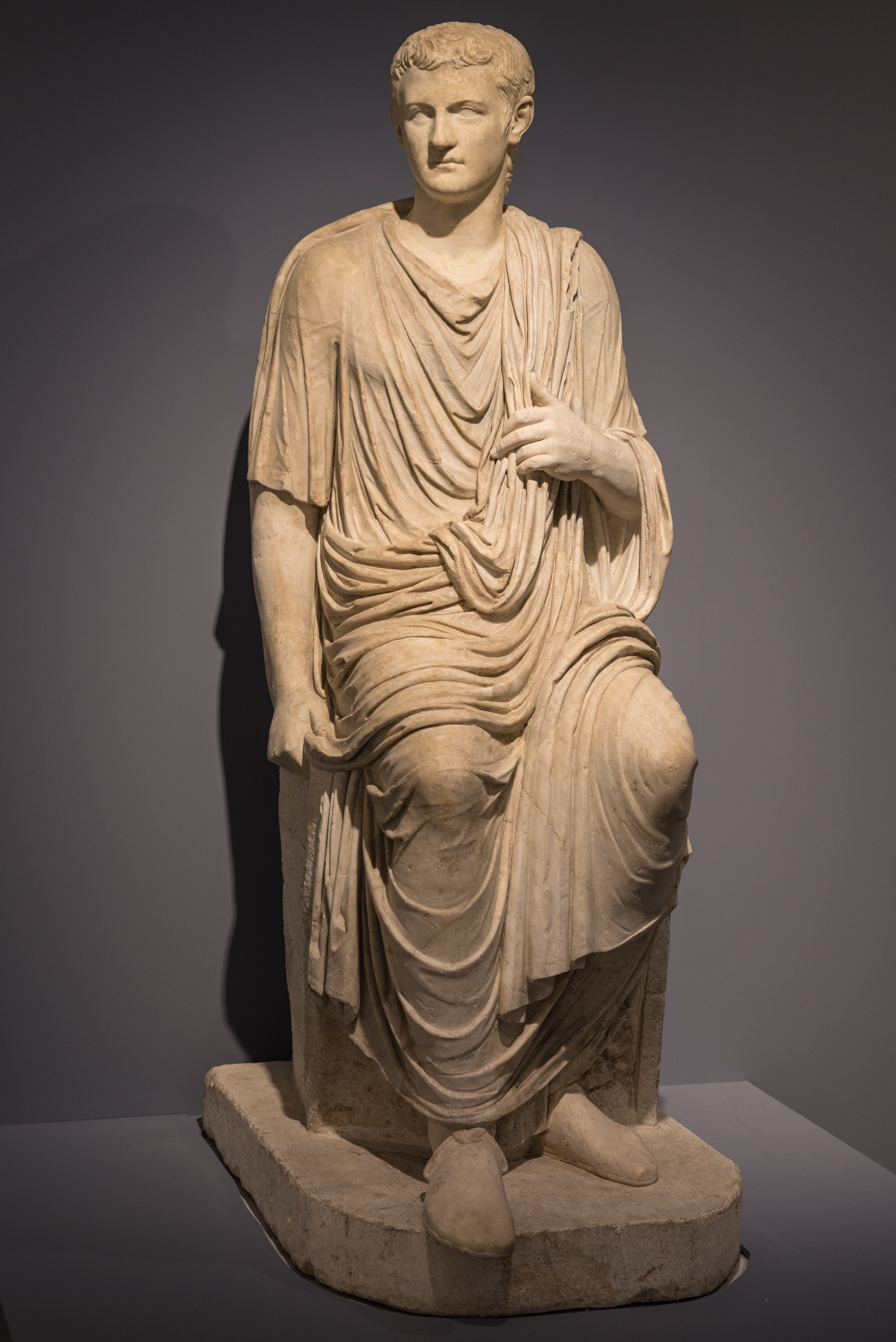
Portrait de Caligula, assis en toge - Musée du Louvre.

La toge (du latin toga) est le vêtement de dessus de laine épaisse, porté par les citoyens de la Rome antique. Vêtement essentiellement masculin, la toge se porte au-dessus d'une tunique à manches courtes. Elle couvre le bras gauche et laisse le bras droit dégagé. La draperie forme des plis caractéristiques : pli en demi-cercle sous le bras droit (le sinus) et plis produits en relevant une partie du côté gauche de la toge faisant saillie devant la poitrine (l’umbo).

C'est avant tout un costume d'apparat qui nécessite l'aide d'esclaves pour être drapé, tant l'ajustement est compliqué et malaisé.

Pour une femme, le port de la toge est au contraire une marque d'infamie. Si les petites filles peuvent la porter, ce n'est pas le cas des adolescentes ou des femmes adultes, sauf si elles ont été convaincues d'adultère ou s'il s'agit de prostituées.

## Origine
La toge est un vêtement de mode étrusque, descendant de l'himation grec. Elle s'est diffusée dans l'aristocratie du monde latinisé, jusqu'en Égypte.
La différence essentielle entre l'himation grec et la toge romaine consiste dans la forme donnée à la pièce de drap qui la constitue : celle-ci, originellement rectangulaire, est taillée en demi-cercle, tandis que l'himation est taillé en carré. Le diamètre de la toge est d'environ 6,50 m sur 2,50 m.
Les historiens des mentalités pensent que la toge, n'étant maintenue que par des plis, devait obliger celui qui la portait à adopter une certaine tenue et une certaine marche, étant donné qu'au moindre mouvement brusque ou désordonné on risquait de la perdre.

## Types de toge
Il y a plusieurs sortes de toges :
- Toge prétexte (toga praetexta)

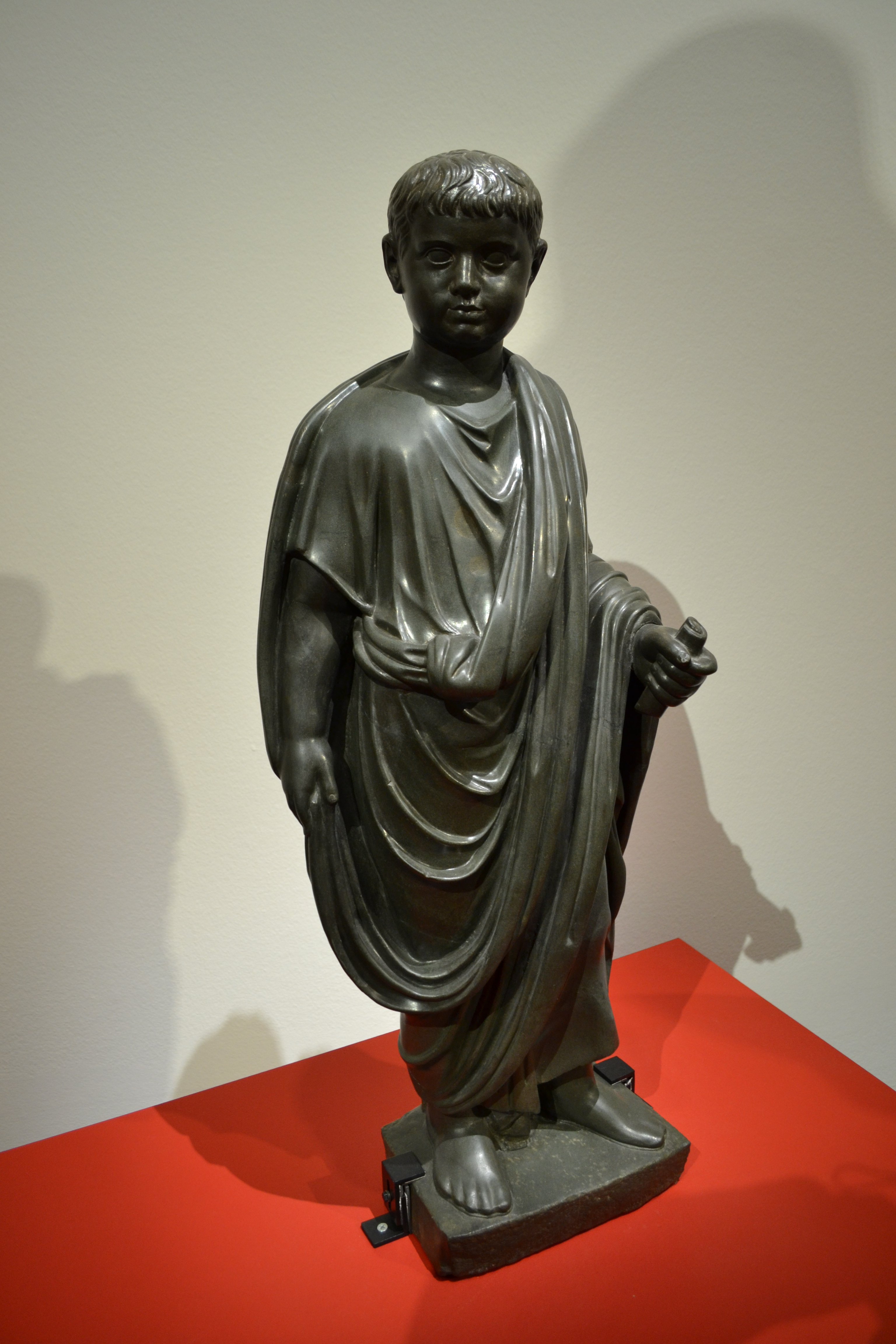
Enfant en toge, Ier siècle ap. J.-C, Galerie des Offices, Florence.

La toge des magistrats lors de cérémonies officielles, des sénateurs et des enfants, filles ou garçons, est bordée d'une bande en pourpre de Tyr, tissée sur le bord rectiligne. Dans les deux cas, la pourpre avait une valeur protectrice car le rouge avait une réputation apotropaïque.
Les adolescents quittent la toge prétexte et la bulla peu avant ou après dix-sept ans, au profit de la toge virile. De praetextatus, revêtu de la toge d'enfant, le jeune homme devient togatus, citoyen adulte L'expression « Revêtir la toge virile » désigne le rite de passage pour les adolescents romains, associé à des rites religieux, dont une offrande à Juventas, lors des fêtes religieuses des Liberalia le 17 mars.
Le rite d'abandon de la toge prétexte par les petites filles est moins bien connu. Les historiens ignorent si les premières règles coïncident avec un changement de vêtement reflétant l'accès à une autre classe d'âge. La phrase ironique du polémiste chrétien Arnobe (début du IVe siècle) sur « les petites toges de filles offertes à Fortuna virginalis » est la seule mention d'un rite de passage, tombé en désuétude à son époque. Cette déesse Fortuna virginalis n'est pas connue, et pourrait être Fortuna Virgo, dont la statue sur le forum Boarium était couverte de deux toges et à laquelle, selon Jean Gagé, les fillettes consacraient leurs petites toges. Le moment d'abandon de cette toge reste débattu entre les historiens. Ce pourrait être un des rites précédant le mariage, selon le texte d'Arnobe, ou bien l'abandon d'un vêtement marqué par les premières règles et devenu tabou. 
- Toge virile (toga virilis)

Toge généralement de couleur blanc naturel écru (albus). Elle pouvait être adaptée à des circonstances particulières : 
La toga virilis jaune est portée par les augures.
La toga virilis candida : toge d'un blanc éclatant (toge candide blanchie à la craie) est portée par les candidats à une fonction élective.
La toga pulla ou sordida de couleur sombre est portée en signe de deuil.
La toga picta ou palmata : toge pourpre brodée d'or portée lors de cérémonies est l'apanage des généraux victorieux qui ont obtenu les honneurs du triomphe.
Sous l'Empire à compter du Ier siècle, la toge, jugée lourde et encombrante, est abandonnée pour ne plus servir que comme vêtement cérémoniel, ou en sombre comme vêtement de deuil.

Le pallium, manteau drapé plus léger qui la remplace, maintenu par une fibule à l'épaule droite, ressemble à une cape enveloppante.

Le pallium peut être remplacé par le lacerne d'origine gauloise, un manteau plus court avec capuche ; la cucule, ouverte sur le devant, portée par les patriciens et les plébéiens ; la pænula, cape imperméable ; le paludamentum, manteau de couleur pourpre des généraux ; la chlamyde portée par les militaires.

## Port de la toge

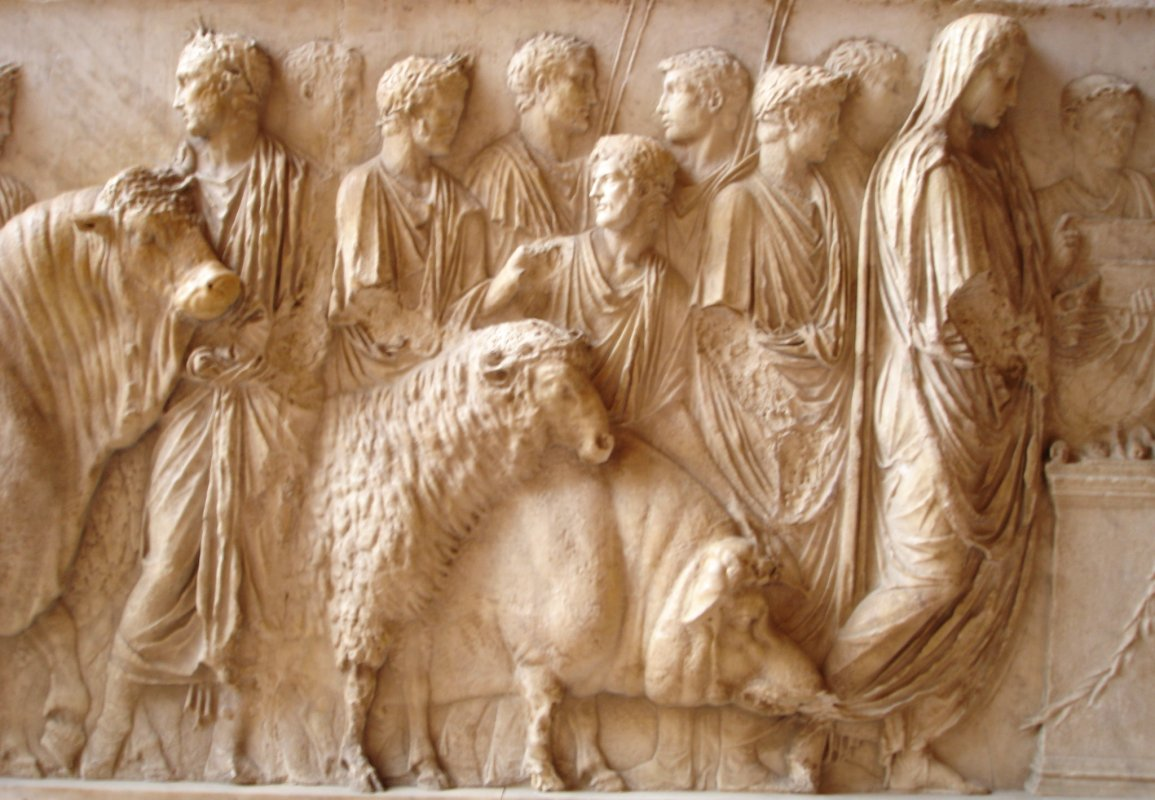
Scène de sacrifice. À droite le célébrant revêtu de la toge en a rabattu un pan sur sa tête selon l'usage religieux. L'homme qui le suit porte la toge normalement, épaule droite libre.

Pour draper la toge, on plaçait environ un tiers de l'étoffe sur l'épaule gauche, puis on ramenait le reste sur le bras droit, après l'avoir replié d'un tiers par un large pli, on tendait l'étoffe en contournant la poitrine et on rejetait l'excédent sur l'épaule droite. Ainsi disposée, la draperie formait sous le bras droit un pli en demi-cercle, le sinus.
Le cinctus Gabinus est une façon particulière de porter la toge : le pan de la toge ordinairement rejeté sur l'épaule gauche était noué autour de la taille en guise de ceinture ; les deux bras étaient donc libres. Cet ancien usage militaire se conservait dans certaines occasions à caractère rituel, telles que la devotio, le testamentum in procinctu, l'ouverture du temple de Janus, ou certains sacrifices.

## La tunique
La tunique (tunica) est le chiton grec ; elle descend au niveau du genou pour les hommes, et sur les chevilles pour les femmes. On distingue la tunique laticlave portée par les sénateurs et qui avait deux bandes de pourpre larges, une de chaque épaule au bas des pieds, l’angusticlave, tunique des chevaliers, ne comportant que des bandes de pourpres étroites et la tunica palmata, tunique brodée portée lors de cérémonies.
La tunique féminine s'ornait du patagium, bande décorée placée devant, du cou au bas de la tunique.

Les vêtements traditionnels féminins peuvent être :
- le strophium : bande servant de soutien-gorge ;
- la stola : tunique longue resserrée à la taille ;
- la palla : grand châle rectangulaire servant de manteau, drapé sur la stola. La palla pouvait être ramenée sur la tête en guise de voile.

## Influences des conquêtes
La conquête des peuples gaulois diffuse auprès des Romains de nouveaux vêtements :
- les braies : pantalons étroits portés par les Celtes de Gaule et les Germains, qui apparaissent sous forme d'auxiliaires dans les corps d'armée ; c'est au IIIe siècle que les braies supplantent les tuniques traditionnelles dans la plèbe romaine[réf. nécessaire].
- pænula : épais manteau de pluie à capuchon.
- caracalla : autre manteau gaulois.

## Symbolique
- De manière générale, la toge est le symbole du sage et du philosophe.
- Dans la littérature, ce passé romain donne la toge comme symbole de la magistrature civile. La formule arma cedant togae (« Que les armes cèdent le pas à la toge ») signifie que l'ordre civil prime sur le militaire[14].
- Dans les représentations de théâtre latines, la toge (togata) évoque la comédie romaine, par opposition à la tunique (palliata), qui ramène à celle des Grecs anciens.

- Dans les textes historiques, « en braies » (bracata), s'oppose également à « en toge » (togata) ; l'opposition de ces termes est une métonymie renvoyant notamment aux Celtes encore insoumis et aux Celtes romanisés.